# Saarbrücken
Saarbrücken (luks. Saarbrécken, fran. Sarrebruck) je grad u Njemačkoj i glavni grad njemačke savezne pokrajine Saarland. To je sveučilišni grad i jedini veliki grad u Saarskoj, a oformljen je 1909. godine spajanjem tri tadašnja grada: Saarbrückena, St. Johanna i Malstatt-Burbacha.